# Psiadia aspera
Psiadia aspera là một loài thực vật có hoa trong họ Cúc. Loài này được Cordem. miêu tả khoa học đầu tiên.